# ساراپول
شهر ساراپول (به روسی: Сарапул) در کشور روسیه و در جمهوری اودمورتیا واقع شده‌است.